# Parklife
Parklife — музичний альбом гурту Blur. Виданий 25 квітня 1994 року лейблом Food. Загальна тривалість композицій становить 52:39. Альбом відносять до напрямку бритпоп.

## Цікаві факти
Найвища позиція "Parklife" в британському хіт-параді — 1 місце . На підтримку альбому були видані чотири сингли — «Girls & Boys», «To the End», «Parklife» и «End of a Century».
Серед інших можливих назв альбому розглядалися «London», «Sport» и «Soft Porn».
Дизайн обкладинки: Stylorouge.

## Список композицій
1. Girls & Boys — 4:51
2. Tracy Jacks — 4:20
3. End Of A Century — 2:45
4. Parklife — 3:05
5. Bank Holiday — 1:42
6. Badhead — 3:25
7. The Debt Collector — 2:10
8. Far Out — 1:41
9. To The End — 4:05
10. London Loves — 4:15
11. Trouble In The Message Centre — 4:09
12. Clover Over Dover — 3:22
13. Magic America — 3:38
14. Jubilee — 2:47
15. This Is A Low — 5:07
16. Lot 105 — 1:17